# Татарчух (хлеб)
Татарчух, хлеб татарчух, татарчак, хлеб из татарки, гречневый хлеб, лазанка из гречневой муки — традиционный тёмный, сладковатый хлеб из гречневой муки (называемой также «татарчановой мукой»), производимый в Силезии в районе Ченстохова. Татарчухом также называют пирог. Министерство сельского хозяйства и развития села Польши причислило татарчух к группе региональных и традиционных продуктов и внесло в список традиционных продуктов Силезского воеводства.

## История
Легенда связывает традицию выпечки татарчуха с пленными татарами, которые некогда проживали в районе Стобецко Мейске в городе Радомско. Они положили начало выращиванию в регионе гречихи, по этой причине называемой в Силезии «татаркой» или «татарчаной». В районе Ченстохова работало многих крупарей (kaszarz), но в значительной степени переработкой гречихи занимались в рамках индивидуальных хозяйств. Выпечкой татарчуха из гречневой муки цельного помола занимались в том числе жены крупарей, а готовый хлеб продавали на народных гуляниях, ярмарках и церковных праздниках отпустах. Хлеб выпекали на противнях в отапливаемых дровами традиционных печах.
Традиция выпечки хлеба из гречневой муки до сих пор сохраняется в городе Жарки и передается из поколения в поколение. Хлеб продавался на ярмарках, отпустах и различных сопровождающих мероприятиях. Жарки получили привилегию проведения торгов и ярмарок ещё в 1556 году. В городе была торговая площадь, на которой каждый вторник проходили торги и три раза в год организовывались ярмарки. На них продавали в том числе и татарчух, который со временем стал элементом культуры этого региона.
В 2008 году Министерство сельского хозяйства и развития села причислило татарчух к группе региональных и традиционных продуктов, а также внесло в список традиционных продуктов Силезского воеводства.

## Описание
Татарчух готовят из гречневой муки с добавлением воды, молока и дрожжей. Выпекаются в особых хлебных печах на толстых противнях в течение 2 часов. Буханка получается прямоугольной формы и весом около 7 кг, она не черствеет целую неделю. Хлеб употребляют с маслом, колбасой; может служить десертом к кофе, чаю.
Выпечка из гречневой муки рекомендуется больным целиакией.